# Jan Cori

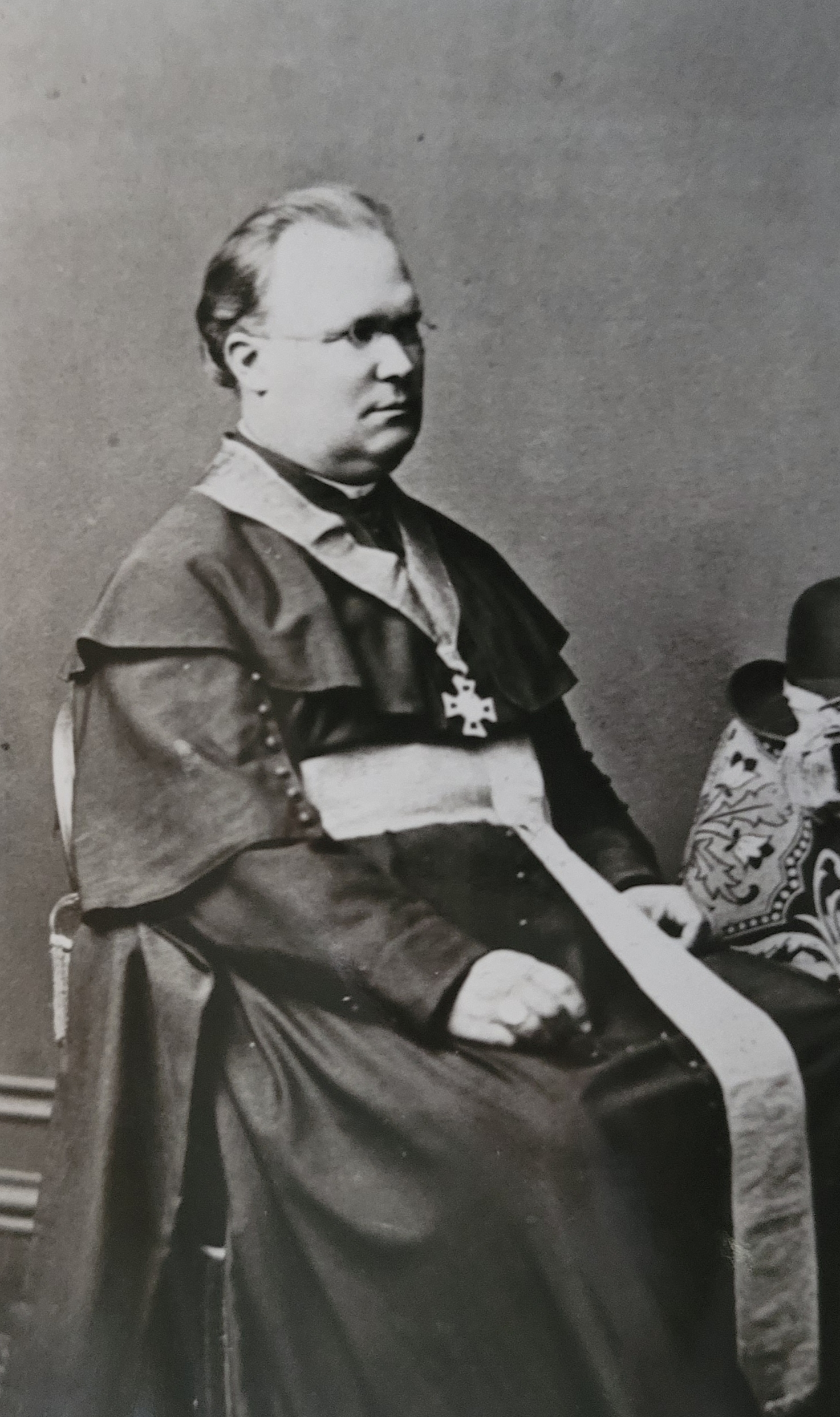
kanovník Johann Nepomuk Cori

Jan Cori, též Johann Nepomuk Cori (25. června 1819 Jindřichův Hradec – 12. října 1887 Jindřichův Hradec) byl český historik, spisovatel,  katolický kněz, konzistoriální a duchovní rada, c. k. konzervátor a vojenský kaplan.

## Životopis
Byl synem obročího na zámku Jindřichův Hradec Josefa Coriho a jeho ženy Karly, dcery historika Františka Pelcla. Již ve 30. letech 19. století přispíval do Pospíšilových Květů a jiných českých časopisů. Přesto, že svá další publikovaná díla napsal převážně německy, zůstal podporovatelem české literatury a všeho vlasteneckého. Za filosofických studií s ním byli členy historického kroužku Josef Alexander Helfert, Lebermayer, Eduard Brzorád či Hugo Caspar.
Kněžský seminář absolvoval v Českých Budějovicích, roku 1843 byl vysvěcen na kněze; po kaplanování v Jindřichově Hradci byl polním kaplanem III. třídy, potom jmenován duchovním radou mohučského biskupa a povýšen na polního kaplana I. třídy. Od roku 1868 byl vojenským okresním farářem. Od roku 1871 byl zároveň c. k. konzervátorem pro Horní Rakousy. Roku 1877 odešel do výslužby a usadil se v rodném Jindřichově Hradci.

## Dílo
- Bau und Einrichtung der deutschen Burgen im Mittelalter mit Beziehungen auf Ober-Oesterreich von Johann Nep. Cori, к. к. Militär-Bezirkspfarrer oc. Mit 104 Abbildungen im Texte. Linz 1874. Verlagdes Museum Francisco-Carolinum. V 8°. str. 172.[5]
- Lauriacum oder Lorch unter römischer und deutscher Herrschaft nebst einem Anhange über die angebliche Verlegung des Bischofsitzes von Lorch nach Passau und die Metropolitankirche von Lorch, Linz 1871
- Bau und Einrichtung der deutschen Burgen in Mittelalter mit Beziehungen auf Oberösterreich, Linz 1874
- Příspěvek k dějinám starobylého hradu v Jindřichově Hradci, in: Ohlas od Nežárky 4, 1874, č. 21 (nestr.); Příspěvek k dějinám starobylého hradu jindřichohradeckého, in: tamtéž č. 29 (nestr.); Objevené fresky, in: tamtéž 10, 1880, č. 27, s. 215n.;
- Grenzfehden zwischen Böhmen und Oberösterreich zur Zeit des Kaisers Friedrich III. bis zu Ende des XV. Jahrhunderts, Linz 1886; Geschichte der königl. Stadt Brüx bis zum Jahre 1788, 1889
- Markéta Korutanská (c. 1310), in: Ohlas od Nežárky 21, 1891, č. 37, s. 293n
- Eberhard, arcibiskup Solnohradský (1403–1427), in: tamtéž č. 38, s. 301n., č. 39, s. 309n
- Menhart, volený biskup Tridentský (1349–1376), in: tamtéž 21, 1891, č. 42, s. 333n., č. 43, s. 341n., č. 44, s. 349n.